# Saint-Bonnet-près-Orcival
Saint-Bonnet-près-Orcival là một xã ở tỉnh Puy-de-Dôme trong vùng Auvergne-Rhône-Alpes miền trung nước Pháp.